# This Never Happened Before
«This Never Happened Before» (укр. «Такого ніколи раніше не траплялося») — пісня з альбому Пола Маккартні Chaos and Creation in the Backyard 2005 року. Пісня вийшла на радіостанціях у Сполучених Штатах 2006 року, досягнувши 27 місця в чарті Billboard Adult Contemporary (див. 2006 рік у музиці). Вона увійшла до саундтреку до фільму «Будинок біля озера» (2006).

## Список треків
- Promo CD DPRO-49684-2

1. «This Never Happened Before» (edit 2) — 3:13
2. «This Never Happened Before» (album version) — 3:23

## Персонал
Інформація надана згідно буклету.
- Пол Маккартні — вокал, рояль Yamaha, бас-гітара Höfner, електрогітара Epiphone Casino, барабани Ludwig
- Millennia Ensemble — струнні, мідні духові
- Джобі Телбот — диригування, аранжування